# Otto von Bismarck
Otto Eduard Leopold von Bismarck-Schönhausen, vévoda z Lauenburgu (1. dubna 1815, Schönhausen, Pruské království – 30. července 1898, Friedrichsruh, Německé císařství) byl jeden z nejvýznamnějších politiků 19. století a budovatel sjednoceného Německa. Byl první ministr (tj. premiér) Pruska (1862–1890) a první v řadě německých kancléřů (1871–1890). Jeho nekompromisní přístup k řešení politických problémů a autoritativní vystupování vůči sněmu mu vyneslo přezdívku Železný kancléř. V zahraniční politice pro něj byla typická tzv. reálpolitika, jež je definována chladným mocenským kalkulem a agresivní diplomacií.

## Mládí a studia
Narodil se 1. dubna 1815 v Schönhausenu, pět let po svém bratru Bernhardovi. Otec Ferdinand (1771–1845) byl málo nadaný, prostý, bez ctižádosti, velký pijan. Matka Vilemína Menchenová (1790–1839) byla ctižádostivá městská dívka, milující město, vzdělání, společenský lesk a konexe u dvora. Bismarck matku nesnášel, vyčítal jí citový chlad, rozumářství, liberalismus. Otto studoval práva v Göttingenu a Berlíně. Pocházel z junkerské rodiny Bismarcků, nedlouho po jeho narození se rodina přestěhovala na statek v západních Pomořanech, později, když mu bylo sedm let, odjel do Berlína, aby se mohl vzdělávat. Po nějakém čase odešel Bismarck na univerzitu v Göttingenu, kde studoval práva, ale později se pro finanční potíže vrátil zpět do Berlína. V letech 1836–1839 byl zaměstnán ve státní správě, ale roku 1839 zemřela jeho matka a on spolu s bratry odešel na pomořanský statek. Roku 1845 zemřel i jeho otec a on odešel zpět do Schönhausenu. V té době si vzal za manželku Johannu Puttkamerovou, stalo se tak 28. 7. 1847.

## Politická kariéra
Roku 1845 se nechal zaměstnat jako vládní poříční správce, neboť se domníval, že se tak dostane nejrychleji do zemského sněmu, což se také roku 1847 stalo. V letech 1851–1859 byl zástupcem Pruska ve Spolkovém sněmu ve Frankfurtu nad Mohanem, kde odmítal vůdčí pozici Rakouska v Německém spolku. Roku 1859 byl vyslán do Petrohradu jako pruský vyslanec, kde setrval do roku 1862, kdy byl z popudu královské pruské rodiny přeložen do Paříže. V té době byl rozpoután konflikt mezi pruským panovníkem Vilémem I. a poslaneckou sněmovnou, která zamítala reformu armády. Nakonec byla prosazena díky dosazení Bismarcka do funkce pruského ministerského předsedy, které navrhl tehdejší pruský ministr války, Albert Roone.

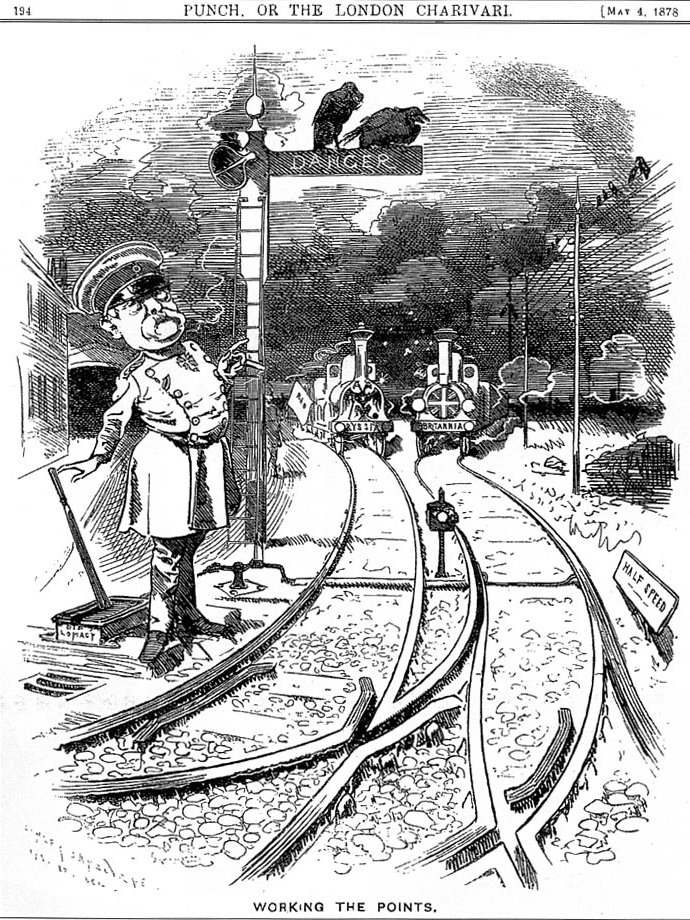
Bismarck jako výhybkář (karikatura v časopise Punch, 1878)

Po pruském vítězství v prusko-rakouské válce rozpustil roku 1867 Německý spolek a založil Severoněmecký spolek, v němž mělo vedoucí úlohu právě Prusko v čele s Bismarckem a zároveň byl sestaven nový parlament.
Roku 1870 se vyostřily již tak napjaté vztahy s Francií kvůli emžské depeši, ve které zesměšnil jednání s Francií. Byla mobilizována pruská armáda a po obklíčení francouzské armády u Sedanu a několikaměsíčním obléhání Paříže byla Francie donucena v květnu 1871 podepsat mírovou smlouvu; Německo anektovalo Alsasko a část Lotrinska a navíc museli Francouzi zaplatit reparace 5 miliard franků. Se záborem francouzských území sice nesouhlasil, ale byl umlčen vojenskými kruhy.

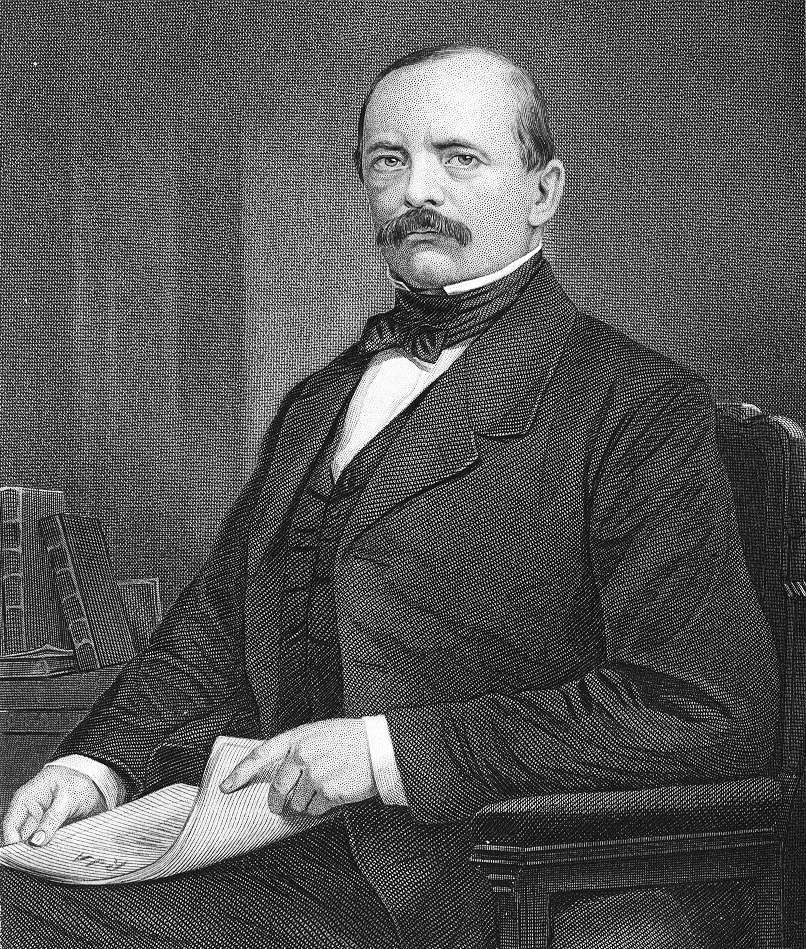
Otto von Bismarck, 1873

18. ledna téhož roku (1871) bylo v Zrcadlové síni ve Versailles vyhlášeno Německé císařství, Vilém I. se stal německým císařem a Bismarck prvním německým kancléřem.
Nedlouho poté byl na něj spáchán neúspěšný atentát rukou mladého katolíka a tak omezil moc katolické církve a strany Centrum. Tím začal tzv. Kulturkampf. Z něho vyšla strana Centrum posílena, na což reagoval podáním rezignace na svoji funkci, což mělo ale posloužit jen pro postrašení panovníka. Ten ji ale navzdory jeho očekáváním přijal a tak se musel stáhnout a odjet na dlouhou dovolenou, ze které se vrátil až 14. 2. 1878. Téhož roku byl z jeho popudu uspořádán Berlínský kongres, který měl ukázat Prusko jako zemi otevřenou Evropě. Roku 1881 byl zaveden nový systém sociálního pojištění, který zahrnoval všechny vrstvy obyvatelstva a dokončen byl až roku 1889.

## Politický pád a smrt 1888–1898
Roku 1888 Vilém I. zemřel a nedlouho po něm i jeho nástupce, Fridrich III. Na trůn nastoupil Vilém II., který sebou nenechal tolik manipulovat a postupně Bismarcka donutil rezignovat na jeho funkci, což se stalo 18. 3. 1890. Poté se Bismarck uchýlil na své statky, kde psal paměti. V listopadu 1894 zemřela jeho žena Johanna. On sám zemřel 30. července 1898, krátce před jedenáctou hodinou večer.

### Bismarck na smrtelné posteli

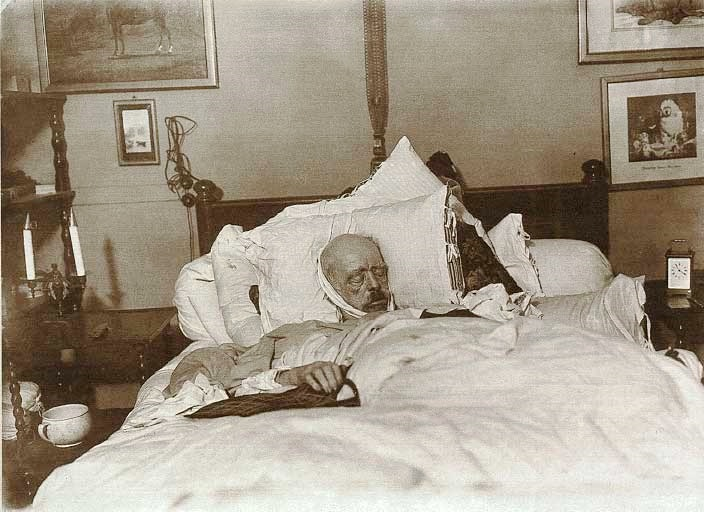
Willy Wilcke a Max Priester: Bismarck na smrtelné posteli, 31. července 1898

Bismarck na smrtelné posteli je mimo jiné název černobílé fotografie bývalého kancléře Otto von Bismarcka bezprostředně po jeho smrti, která iniciovala novinářský skandál v Německé říši. Bez ohledu na to existuje několik současných obrazů s názvem Bismarck na smrtelné posteli.
Dne 30. července 1898 kolem 23:00  Bismarck zemřel ve své posteli ve Friedrichsruhu. Jeho rodina, sousedé, služebnictvo a lékař Ernst Schweninger byli svědky této události. Nebyla vyrobena žádná posmrtná maska, ani nedošlo k veřejnému vystavení zemřelého. Příbuzní pouze pověřili spisovatele a fotografa Arthura Mennella, který bydlel v nedaleké hájovně, aby pořídil několik fotografií prince na smrtelné posteli, které měl zpřístupnit výhradně rodině Bismarcků.
Přesto se podařilo zhotovit fotografie i hamburským fotografům Willymu Wilckemu a Maxi Christianovi Priesterovi. Podplatili Bismarckova lesníka a starostu Louise Spörckeho, který je průběžně informoval o stavu umírajícího. Několik hodin po Bismarckově smrti, když Spörcke držel noční službu, získali nelegálně přístup do komnaty smrti. Přes okenní parapet se dostali do místnosti a pořídili fotografii zesnulého s hořčíkovým bleskem. Wilcke předtím upravil polštář tak, aby byla Bismarckova hlava lépe vidět. Hodiny na nočním stolku byly nastaveny na 20 minut po 11 (tj. 23:20) i když ve skutečnosti už byly 4 hodiny ráno.
Dne 2. srpna oba fotografové prostřednictvím inzerátů v berlínských novinách Tagesrundschau a Lokalanzeiger hledali kupce pro snímek, který předtím vyretušovali, odstranili z něj noční náčiní a kostkovaný kapesník. V pokoji Grand Hotel de Rome Unter den Linden představili obraz ke zhlédnutí a k prodeji. Zájemce nabídl 30 000 marek (při dnešní hodnotě asi 220.000 euro) plus 20 % podíl na zisku.
Dne 4. srpna byli zatčeni a fotografie zabavena. Spörcke byl odsouzen k osmi měsícům vězení, Wilke a Priester k pěti měsícům. Oba fotografové dva roky marně u soudu bojovali o navrácení fotografie.